# Anaptilora
Anaptilora is een geslacht van vlinders van de familie tastermotten (Gelechiidae).

## Soorten
- A. basiphaea Turner, 1919
- A. ephelotis Meyrick, 1916
- A. eremias Meyrick, 1904
- A. haplospila Turner, 1919
- A. homoclera Meyrick, 1916
- A. isocosma Meyrick, 1904
- A. parasira Meyrick, 1916